# Phrynocephalus persicus
Espèce
Synonymes
- Phrynocephalus helioscopus var. horvathi Mehely, 1894
- Phrynocephalus horvathi Mehely, 1894

Statut de conservation UICN

 VU A2c : Vulnérable
Phrynocephalus persicus est une espèce de sauriens de la famille des Agamidae.

## Répartition
Cette espèce se rencontre en Turquie, en Iran, au Turkménistan, en Azerbaïdjan et en Arménie.

## Publication originale
- De Filippi, 1863 : Nuove o poco note specie di animali vertebrati raccolte in un viaggio in Persia. Archivio per la zoologia, l'anatomia e la fisiologia, vol. 2, p. 377-394 (texte intégral).